# Idiomas de Gambia
En Gambia, el 38% de la población habla mandinká como primera lengua, el pulaar el 21%, el wólof el 18%, el soninke el 9%, el jola el 4,5%, el serer el 2,4%, el manjak y el bainouk el 1,6 por ciento cada uno, criollo portugués en un 1 por ciento e inglés en un 0,5 por ciento. Varios otros idiomas se hablan en números más pequeños. Los sordos utilizan el lenguaje de señas de Gambia. El inglés es el idioma principal para fines oficiales y educativos.